# Stagg
Stagg is een Belgisch bedrijf dat muziekinstrumenten en bijbehorende accessoires produceert. Het hoofdkantoor van het bedrijf bevindt zich in Brussel.
Stagg maakt onder andere (akoestische en elektrische) gitaren, basgitaren, drumstellen, mondharmonica's en blaasinstrumenten.